# 3 octobre en sport
3 septembre 3 novembre
Chronologies thématiques
- Croisades
- Ferroviaires
- Disney

Le 3 octobre (276e jour de l'année ou 277e en cas d'année bissextile) en sport.

## Événements

### XIXesiècle
- 1884 :
  - (Golf) : l'Écossais Jack Simpson remporte l'Open britannique à Prestwick[1].
- 1885 :
  - (Golf) : l'Écossais Bob Martin remporte l'Open britannique à l'Old Course de St Andrews[1].
- 1888 :
  - (Baseball) : 
    - (Ligue nationale) : sur la 13e édition aux États-Unis du championnat de la Ligue nationale. Les New York Giants s’imposent avec 84 victoires et 47 défaites. La moyenne de spectateurs des Giants sur l'ensemble de la saison s’établit pour la première fois au-dessus de la barrière des 5000.
    - (Association américaine) : sur la 7e édition aux États-Unis du championnat de l'American Association (8 clubs). Les St. Louis Browns s’imposent avec 92 victoires et 43 défaites.

### XXesièclede1901à1950
- 1920 :
  - (Football) : l'équipe d'Uruguay remporte la Copa América.
- 1934 :
  - (Sport automobile) : Grand Prix automobile de Rio de Janeiro.

### XXesièclede1951à2000
- 1965 :
  - (Formule 1) : Grand Prix automobile des États-Unis.
- 1971 :
  - (Formule 1) : Grand Prix automobile des États-Unis.
- 1976 :
  - (Formule 1) : Grand Prix automobile du Canada.
- 1981 :
  - (Baseball) : les Expos de Montréal remportent le premier championnat de division de leur histoire.
- 1986 :
  - (Sport automobile) : le Parlement de Catalogne adopte à l'unanimité une résolution priant instamment le Conseil exécutif de la Généralité de Catalogne (le gouvernement catalan) de  coordonner les organismes pertinents, afin d'étudier et assembler les efforts pour créer un nouveau circuit permanent de vitesse à Barcelone.
- 1995 :
  - (Cyclisme) : à Bonneville, Fred Rompelberg établit un nouveau Record de vitesse à vélo sur le plat derrière abri à 268,81 km/h.

### XXIesiècle
- 2004 :
  - (Baseball) : Les Expos de Montréal disputent à New York le dernier match de leur histoire.
- 2007 :
  - (Escrime) : Le Hongrois Krisztián Kulcsár remporte le titre de champion du monde à l'épée en battant en finale le Français Érik Boisse.
- 2010 :
  - (Rallye Automobile) : Sébastien Loeb remporte le Rallye d'Alsace et devient champion du monde pour la 7e année d'affilée.
- 2013 :
  - (Rallye Automobile) : Sébastien Ogier avec son copilote Julien Ingrassia est sacré champion du monde dès la fin de la power stage, ce jeudi au Rallye d'Alsace. Le Gapençais est le troisième Français à décrocher le titre mondial après Didier Auriol et Sébastien Loeb.
- 2020 :
  - (Cyclisme sur route /Tour d'Italie) : début de la 103e édition, après avoir été reportée en raison de la pandémie de Covid-19, du Tour d'Italie qui se termine le 25 octobre 2020[2]. La course commence en Sicile avec quatre étapes et finit par un contre-la-montre plat de 16,5 km vers Milan. Sur la 1re étape qui se déroule sous la forme d'un contre-la-montre individuel, entre Monreale en Palerme, sur une distance de 15,1 km, c'est l'Italien Filippo Ganna qui s'impose et qui revêt le maillot rose de leader.
- 2021 :
  - (Cyclisme sur route /Classique) : sur la 118e édition de Paris-Roubaix, initialement prévue en 2020, puis de nouveau repoussé pour le 11 avril 2021[3], avant d'être finalement fixée pour ce jour, et au terme d'une course haletante, l'Italien Sonny Colbrelli remporte l'enfer du Nord dans des conditions extrêmes devant le Belge Florian Vermeersch et le Néerlandais Mathieu van der Poel.
  - (Futsal /Mondial) : en finale de la Coupe du monde, victoire du Portugal qui s'impose face à l'Argentine 2-1.

## Naissances

### XIXesiècle
- 1869 :
  - Alfred Flatow, gymnaste allemand. Champion olympique des barres parallèles, des barres parallèles par équipes et de la barre fixe par équipes puis médaillé d'argent de la barre fixe individuelle aux Jeux d'Athènes 1896. († 28 décembre 1942).
- 1881 :
  - Arthur Hiller, footballeur allemand. (4 sélections en équipe nationale). († 14 août 1941).
- 1888 :
  - Jack Peart, footballeur anglais. († 3 septembre 1948).

### XXesièclede1901à1950
- 1921 :
  - Ray Lindwall, joueur de cricket australien. (61 sélections en test cricket). († 23 juin 1996).
- 1928 :
  - Christian d'Oriola, fleurettiste français. Champion olympique par équipes et médaillé d'argent en individuel aux Jeux de Londres 1948, champion olympique en individuel et par équipes aux Jeux d'Helsinki 1952 et champion olympique en individuel et médaillé d'argent par équipes aux Jeux de Melbourne 1956. Champion du monde d'escrime au fleuret en individuel et par équipes 1947 et 1953,  champion du monde d'escrime au fleuret individuel et médaillé d'argent par équipes 1949 et 1954, champion du monde d'escrime au fleuret par équipes 1951 et 1958 puis médaillé d'argent au fleuret individuel aux CM d'escrime 1955. († 29 octobre 2007).
- 1931 :
  - Glenn Hall, hockeyeur sur glace canadien.
- 1933 :
  - Neale Fraser, joueur de tennis australien. Vainqueur des US Open 1959 et 1960, du Tournoi de Wimbledon 1960, et des Coupe Davis 1959, 1960, 1961 et 1962. († 3 décembre 2024).
- 1937 :
  - Claude Arabo, sabreur français. médaillé d'argent en individuel aux Jeux de Tokyo 1964. († 3 juillet 2013).
- 1939 :
  - Velibor Vasović, footballeur puis entraîneur yougoslave puis serbe. Vainqueur de la Coupe des clubs champions 1971. (32 sélections en équipe de Yougoslavie). († 4 mars 2002).
- 1940 :
  - Jean Ratelle, hockeyeur sur glace canadien.
  - Mike Troy, nageur américain. Champion olympique du 200m papillon et du 4×200m nage libre aux Jeux de Rome 1960. († 3 août 2019).
- 1941 :
  - Andrea De Adamich, pilote de F1 et de courses automobile d'endurance italien.
- 1945 :
  - Tony Brown, footballeur anglais. (1 sélection en équipe nationale).
  - Viktor Saneïev, athlète de triple saut soviétique puis géorgien. Champion olympique aux Jeux de Mexico 1968, aux Jeux de Munich 1972 et aux Jeux de Montréal 1976 puis médaillé d'argent aux Jeux de Moscou 1980. Champion d'Europe d'athlétisme 1969 et 1974. Détenteur du Record du monde du triple saut du 17 octobre 1968 au 5 août 1971 et du 17 octobre 1972 au 15 octobre 1975.
- 1950 :
  - Andrzej Szarmach, footballeur puis entraîneur polonais. Médaillé d'argent aux Jeux de Montréal 1976. (55 sélections en équipe nationale).

### XXesièclede1951à2000
- 1951 :
  - Dave Winfield, joueur de baseball américain.
- 1952 :
  - Bernard Boissier, footballeur puis entraîneur français. (1 sélection en équipe de France).
  - Cornelia Bürki, athlète de demi-fond suisse.
  - Natalia Mărășescu, athlète de demi-fond roumaine.
- 1954 :
  - Dennis Eckersley, joueur de baseball américain.
- 1955 :
  - Francesco Guidolin, footballeur puis entraîneur italien.
  - José Daniel Valencia, footballeur argentin. Champion du monde de football 1978. (41 sélections en équipe nationale).
- 1959 :
  - Fred Couples, golfeur américain. Vainqueur du Masters 1992.
- 1963 :
  - Dan Goldie, joueur de tennis américain.
- 1965 :
  - Jan-Ove Waldner, pongiste suédois. Champion olympique du simple aux Jeux de Barcelone 1992 puis médaillé d'argent du simple aux Jeux de Sydney 2000. Champion du monde de tennis de table du simple et par équipes 1989, champion du monde de tennis de table par équipes 1991, 1993 et 2000 puis champion du monde de tennis de table en simple 1997.
- 1966 :
  - Darrin Fletcher, joueur de baseball américain.
- 1967 :
  - Mark Vermette, hockeyeur sur glace canadien.
- 1968 :
  - Greg Foster, basketteur américain.
  - Daniel Marois, hockeyeur sur glace canadien.
- 1969 :
  - Massimiliano Papis, pilote de courses automobile italien.
- 1971 :
  - Wil Cordero, joueur de baseball porto ricain.
- 1972 :
  - Michael Nylander, hockeyeur sur glace suédois. Champion du monde de hockey sur glace 1992 et 2006.
- 1973 :
  - Ljubomir Vranjes, handballeur suédois. Médaillé d'argent aux Jeux de Sydney 2000. Champion du monde de handball 1999. Champion d'Europe de handball 1998, 2000 et 2002. (164 sélections en équipe nationale).
- 1974 :
  - Mike Johnson, hockeyeur sur glace puis consultant TV canadien.
- 1977 :
  - Vladimir Nikolov, volleyeur bulgare. Vainqueur de la Ligue des champions 2005 et de la Coupe de la CEV 2010. (140 sélections en équipe nationale).
- 1978 :
  - Gerald Asamoah, footballeur ghanéo-allemand. (43 sélections avec l'équipe d'Allemagne).
  - Claudio Pizarro, footballeur péruvien. Vainqueur de la Ligue des champions 2013. (73 sélections en équipe nationale).
- 1979 :
  - Esther Staubli, arbitre de football suisse.
  - Dennis Stoerl, sauteur à ski autrichien.
- 1980 :
  - Francesco Sini, pilote de courses automobile italien.
  - Larry Taylor, basketteur américain puis brésilien.
- 1981 :
  - Zlatan Ibrahimović, footballeur suédois et bosnien. (116 sélections avec l'Équipe de Suède).
  - Andreas Isaksson, footballeur suédois. (133 sélections en équipe nationale).
- 1982 :
  - François Renaux, basketteur français.
- 1983 :
  - Fred, footballeur brésilien. Vainqueur de la Copa América 2007. (39 sélections en équipe nationale).
  - Kim Jae-Sung, footballeur sud-coréen. (15 sélections en équipe nationale).
  - Mark Giordano, hockeyeur sur glace canadien.
- 1984 :
  - Anthony Le Tallec, footballeur français. Vainqueur de la Ligue des champions 2005.
  - Miguel Ángel Rubiano, cycliste sur route colombien.
- 1985 :
  - Courtney Lee, basketteur américain.
- 1987 :
  - Danny Willett, golfeur anglais. Vainqueur du Masters 2016
- 1988 :
  - Alex Dowsett, cycliste sur route britannique.
  - Béatrice Edwige, handballeuse française. Médaillée d'argent aux Jeux de Rio 2016 puis championne olympique aux Jeux de Tokyo 2020. Championne du monde féminin de handball 2017. Médaillée de bronze à l'Euro de handball féminin 2016, championne d'Europe féminine de handball 2018 et médaillée d'argent à l'Euro 2020. (131 sélections en équipe de France).
- 1989 :
  - Francisco Cruz, basketteur mexicain.
- 1990 :
  - Ana Maria Crnogorčević, footballeuse helvético-croate. Victorieuse des Ligues des champions 2021 et 2023. (151 sélections avec l'équipe de Suisse).
  - Maria Fisker, handballeuse danoise. Victorieuse des Ligues des champions 2009 et 2016, de la Coupe de l'EHF 2010 puis de la Coupe d'Europe des vainqueurs de coupe 2014. (99 sélections en équipe nationale).
  - Johan Le Bon, cycliste sur route français.
- 1991 :
  - Kyle Collinsworth, basketteur américain.
  - Kenny Lala, footballeur français.
  - Lenzelle Smith, basketteur américain.
- 1993 :
  - Nathalie Fontaine, basketteuse suédoise.
- 1994 :
  - Kepa Arrizabalaga, footballeur espagnol. Vainqueur de la Ligue des nations 2023 ainsi que de la Ligue Europa 2019 et de la Ligue des champions 2021. (13 sélections en équipe nationale).
  - Seth Jones, hockeyeur sur glace américain. (21 sélections en équipe nationale).
  - London Perrantes, basketteur américain.
- 1995 :
  - Alexandre Robinot, pongiste français.
- 1996 :
  - Allyson Swaby, footballeuse américano-jamaïcaine. (34 sélections avec l'équipe de Jamaïque).
- 1997 :
  - Jonathan Isaac, basketteur américain.
- 1998 :
  - Digué Diawara, basketteur français.
  - Maxime Lamothe, joueur de rugby à XV français. Champion du monde junior de rugby à XV 2018.
- 1999 :
  - Tarania Clarke, footballeuse jamaïcaine. (3 sélections en équipe nationale). († 31 octobre 2019).
- 2000 :
  - Lynn Wilms, footballeuse néerlandaise. (36 sélections en équipe nationale).

### XXIesiècle
- 2002 :
  - JD Davison, basketteur américain.
- 2003 :
  - Victor Bak, footballeur danois.
  - Vicki Becho, footballeuse française. Championne d'Europe féminin de football des moins de 19 ans 2019. (6 sélections en équipe de France).
  - Édier Ocampo, footballeur colombien.
- 2004 :
  - Jhon Solís, footballeur colombien.

## Décès

### XIXesiècle
- 1888 : 
  - Tom King, 53 ans, boxeur anglais. (° 14 août 1835).
- 1895 : 
  - Harry Wright, 60 ans, joueur de baseball américain. (° 10 janvier 1835).

### XXesièclede1901à1950
- 1939 : 
  - Marcel Buysse, 49 ans, cycliste sur route belge. Vainqueur du Tour des Flandres 1914. (° 11 novembre 1889).

### XXesièclede1951à2000
- 1989
  - James Bickford, bobeur américain (° 2 novembre 1912).

### XXIesiècle
- 2005 : 
  - Francesco Scoglio,  64 ans, entraîneur de football italien. Sélectionneur de l'équipe de Tunisie de 1998 à 2001 puis de l'équipe de Libye en 2002. (° 2 mai 1941).
  - Jeff Young, 63 ans, joueur de rugby gallois. Vainqueur des tournois des Cinq Nations 1969 et 1973 et du Grand Chelem 1971. (23 sélections en équipe nationale). (° 16 septembre 1942).
- 2011 : 
  - Zakaria Zerouali, 33 ans, footballeur marocain. Vainqueur de la Ligue des champions arabes 2006. (1 sélection en équipe nationale). (° 24 mai 1978).
- 2012 : 
  - Jean-Louis Lagadec, 79 ans, footballeur français. (° 23 mai 1933).
- 2014 : 
  - Jean-Jacques Marcel, 83 ans, footballeur puis entraîneur français. (44 sélections en Équipe de France de football). (° 13 juin 1931).